# RNF148
RNF148 (англ. Ring finger protein 148) – білок, який кодується однойменним геном, розташованим у людей на 7-й хромосомі. Довжина поліпептидного ланцюга білка становить 305 амінокислот, а молекулярна маса — 34 397.
| 10         |  | 20         |  | 30         |  | 40         |  | 50         |
| ---------- |  | ---------- |  | ---------- |  | ---------- |  | ---------- |
| MSFLRITPST |  | HSSVSSGLLR |  | LSIFLLLSFP |  | DSNGKAIWTA |  | HLNITFQVGN |
| EITSELGESG |  | VFGNHSPLER |  | VSGVVALPEG |  | WNQNACHPLT |  | NFSRPKQADS |
| WLALIERGGC |  | TFTHKINVAA |  | EKGANGVIIY |  | NYQGTGSKVF |  | PMSHQGTENI |
| VAVMISNLKG |  | MEILHSIQKG |  | VYVTVIIEVG |  | RMHMQWVSHY |  | IMYLFTFLAA |
| TIAYFYLDCV |  | WRLTPRVPNS |  | FTRRRSQIKT |  | DVKKAIDQLQ |  | LRVLKEGDEE |
| LDLNEDNCVV |  | CFDTYKPQDV |  | VRILTCKHFF |  | HKACIDPWLL |  | AHRTCPMCKC |
| DILKT      |  |            |  |            |  |            |  |            |

A: Аланін

C: Цистеїн

D: Аспарагінова кислота

E: Глутамінова кислота

F: Фенілаланін

G: Гліцин

H: Гістидин

I: Ізолейцин

K: Лізин

L: Лейцин

M: Метіонін

N: Аспарагін

P: Пролін

Q: Глутамін

R: Аргінін

S: Серин

T: Треонін

V: Валін

W: Триптофан

Білок має сайт для зв'язування з іонами металів, іоном цинку. 
Локалізований у мембрані.